# Balanophyllia teres
Espèce
Statut CITES
Balanophyllia teres est une espèce de coraux appartenant à la famille des Dendrophylliidae. Selon la base de données WoRMS cette espèce correspond à Balanophyllia japonica Cairns, 1994.